# Pál Losonczi

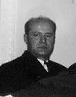
Pál Losonczi (1968)

Pál Losonczi [ˈpaːl ˈloʃontsi] (* 18. September 1919 in Bolhó, Komitat Somogy; † 28. März 2005 in Kaposvár, Komitat Somogy) war ein ungarischer kommunistischer Politiker und Staatspräsident.
Der Sohn von Kleinbauern gehörte 1945 zu den Gewinnern der Bodenreform. Von 1948 bis 1960 war er Vorsitzender der Landwirtschaftlichen Produktionsgenossenschaft „Roter Stern“ in Barcs. Losonczi trat bereits 1945 der Ungarischen Kommunistischen Partei bei, die er später von 1953 bis 1989 als Abgeordneter in der Nationalversammlung vertrat.
Am 15. Januar 1960 wurde er zum Landwirtschaftsminister im Kabinett von Ferenc Münnich ernannt. Dieses Amt übte er bis zum 13. April 1967 auch in den Kabinetten von János Kádár und Gyula Kállai aus.
Am 13. April 1967 wurde er als Nachfolger von István Dobi Vorsitzender des Präsidialrates und damit Staatspräsident von Ungarn. Am 25. Juni 1987 wurde Károly Németh zu seinem Nachfolger gewählt.
Von 1975 bis 1987 war er außerdem Mitglied des Politbüros des Zentralkomitees der Ungarischen Sozialistischen Arbeiterpartei.